# Kościół Świętego Ducha w Koprzywnicy
Kościół Świętego Ducha – kościół, który znajdował się w Koprzywnicy w województwie tarnobrzeskim. Świątynia ta istniała do czasu zaborów, kiedy to uległa dewastacji i rozgrabieniu.
Drewniany kościół wybudowano w 1468 roku, obok znajdował się przytułek, zwany „szpitalikiem”.